# Hugo Holsti

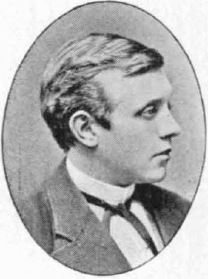
Hugo Holsti.

Hugo Östen Leonard Holsti, född 28 september 1850 i Tavastehus, död 21 augusti 1918 i Helsingfors, var en finländsk läkare.
Holsti blev medicine och kirurgie doktor vid Helsingfors universitet 1877. Han var 1876–1886 verksam som provinsialläkare i Helsingfors, blev 1883 docent i invärtes medicin vid Helsingfors universitet och var 1886–1911 e.o. professor i detta ämne där. 